# The Fox, The Hunter and Hello Saferide
The Fox, The Hunter and Hello Saferide är Annika Norlins tredje album under artistnamnet "Hello Saferide". Albumet släpptes den 3 september 2014, och producerades av Annika Norlin och Christian Gabel. Albumet släpptes på Razzia Records.

## Låtlista
1. I Forgot About Songs
2. Dad Told Me
3. I Was Jesus
4. Parts Of Nature
5. Berlin
6. Raspberry Lips
7. The Crawler
8. Hey Ho
9. Last Night Bus
10. Rocky
11. This Body

## Listplaceringar
| Lista (2014) | Topplacering |
| ------------ | ------------ |
| Sverige      | 4            |

### Fotnoter
1. ↑  ”The Fox, The Hunter and Hello Saferide”. Swedishcharts. 26 februari 2014. http://www.swedishcharts.com/showitem.asp?interpret=Hello+Saferide&titel=The+Fox%2C+The+Hunter+And+Hello+Saferide&cat=a. Läst 28 december 2015.